# Ichneumon boreellus
Ichneumon boreellus är en stekelart som beskrevs av Thomson 1896. Ichneumon boreellus ingår i släktet Ichneumon och familjen brokparasitsteklar. Arten är reproducerande i Sverige. Inga underarter finns listade i Catalogue of Life.